# Oxalis caerulea
Oxalis caerulea är en harsyreväxtart som först beskrevs av John Kunkel Small, och fick sitt nu gällande namn av Reinhard Gustav Paul Knuth. Oxalis caerulea ingår i släktet oxalisar, och familjen harsyreväxter. Inga underarter finns listade i Catalogue of Life.